# فرانز ديتل
فرانز ديتل (بالألمانية: Franz Dietl)‏ (و. 1934  م) هو عالم عقيدة، وكاهن كاثوليكي ألماني، ولد في موسبورغ.

## مناصب
تولى منصب أسقف كاثوليكي (منذ 7 فبراير 1999)
- أسقف عنواني  [لغات أخرى]‏
- أسقف مساعد  [لغات أخرى]‏.

## جوائز
حصل على جوائز منها:
- نيشان استحقاق صليب الضباط لجمهورية ألمانيا الاتحادية
- نيشان استحقاق صليب الضباط لجمهورية ألمانيا الاتحادية